# اچ‌ام‌اس تمپلر (پی۳۱۶)
اچ‌ام‌اس تمپلر (پی۳۱۶) (به انگلیسی: HMS Templar (P316)) یک زیردریایی بود که طول آن ۲۷۶ فوت ۶ اینچ (۸۴٫۲۸ متر) بود. این زیردریایی در سال ۱۹۴۲ ساخته شد.